# Harzungen
Harzungen este o comună din landul Turingia, Germania.